# Елдер Поштіга
Е́лдер Пошті́га (порт. Hélder Postiga, нар. 2 серпня 1982, Віла-ду-Конді) — португальський футболіст, нападник індійського клубу «Атлетіко» (Калькутта).

## Клубна кар'єра
Вихованець юнацьких команд футбольних клубів «Варзім» та «Порту».
У дорослому футболі дебютував 2000 року виступами за другу команду клубу «Порту», в якій провів один сезон, взявши участь у 35 матчах чемпіонату.
З 2001 року почав залучатися до основної команди клубу з Порту, провів у її складі два сезони, після чого, у 2003, переїхав до Англії, уклавши контракт з клубом «Тоттенхем Хотспур». Стати основним нападником в лондонській команді не зміг і, провівши за цілий сезон лише один гол в 19 матчах Прем'єр-ліги, футболіст у 2004 році повернувся до «Порту».
Захищав кольори «Порту» до 2008 року. Виступи за цю команду переривалися нетривалими періодами виступів на умовах оренди — 2006 року у складі французького «Сент-Етьєна» та 2008 року за грецький «Панатінаїкос». Роки, проведені у складі «Порту», були для Поштіги найрезультативнішими з точки зору завоювання різноманітних трофеїв — за цей період гравець тричі виборював титул чемпіона Португалії, ставав володарем Кубка УЄФА та Міжконтинентального кубка.
2008 року перейшов до лісабонського «Спортінга». Відіграв за цей клуб наступні три сезони своєї ігрової кар'єри. Більшість часу, проведеного у складі «Спортінга», був основним гравцем атакувальної ланки команди.
До складу іспанського «Реал Сарагоса» приєднався влітку 2011 року. За два сезони встиг відіграти за клуб з Сарагоси 70 матчів в національному чемпіонаті.
У серпні 2013 року «Валенсія» заявила про перехід форварда «Сарагоси» Елдера Поштіги до своїх лав. Контракт був підписаний на два роки, а сума переходу приблизно склала 3 мільйони євро. Вже незабаром у домашньому матчі проти каталонської «Барселони» Поштіга оформив дубль, проте поступово Елдер програв конкуренцію Жонасу за місце в основі.

## Виступи за збірну
2003 року дебютував в офіційних матчах у складі національної збірної Португалії.
У складі збірної був учасником чемпіонату Європи 2004 року у Португалії, де разом з командою здобув «срібло», чемпіонату світу 2006 року у Німеччині, чемпіонату Європи 2008 року в Австрії та Швейцарії, а також чемпіонату Європи 2012 року в Польщі та Україні.
Наразі провів у формі головної команди країни 65 матчів, забивши 27 голів.

## Титули та досягнення
- Чемпіон Португалії: 2002-03, 2005-06, 2006-07
- Володар кубка Португалії: 2002-03
- Володар  Суперкубка Португалії: 2001, 2004, 2008
- Володар Кубка УЄФА: 2002-03
- Володар Міжконтинентального кубка: 2004
- Віце-чемпіон Європи: 2004